# Anna Borg

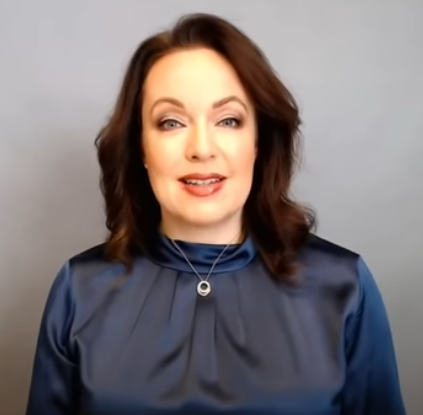

Anna Maria Bodotter Borg Sæther (* 10. Februar 1971 in Stockholm) ist eine schwedische Managerin und seit dem 1. November 2020 Vorstandsvorsitzende des staatlichen Unternehmens Vattenfall.

## Leben
Anna Borg schloss ein Studium der Wirtschaft- und Politikwissenschaften mit dem Abschluss Master ab. Sie arbeitete zu Beginn ihrer Karriere kurz als Beraterin, bevor sie 1996 zu Vattenfall kam und im Handelsbereich des Unternehmens tätig wurde. 1999 wurde sie zur Leiterin für Strategie und Geschäftsentwicklung bei Vattenfall Trading ernannt und hatte zwischen 2003 und 2009 verschiedene Führungspositionen in den Bereichen Strategie, Geschäftsentwicklung und Projektmanagement inne. Zwischen 2009 und 2015 war sie Leiterin verschiedener Geschäftsbereiche bei Vattenfall. 2015 verließ sie das Unternehmen und wurde Chefin des Skandinaviengeschäfts beim Finanzdienstleister Klarna. Sie kehrte im April 2017 als Head of Business Area Markets zu Vattenfall zurück. Im selben  Jahr wurde sie Chief Financial Officer.
Am 1. November 2020 übernahm sie das Amt des Präsidenten und CEO des staatlichen Unternehmens Vattenfall von Magnus Hall, was am 10. September 2020 bekannt gegeben wurde.
2021 zählte die schwedische Wirtschaftszeitung Dagens Industri sie zu den mächtigsten Frauen des Landes.